# Brytivka
Brytivka  (ucraniano: Бритівка) es una localidad del Raión de Bilhorod-Dnistrovskyi en el Óblast de Odesa de Ucrania. Según el censo de 2001, tiene una población de 2818 habitantes.